# Доминикская партия свободы
Доминикская партия свободы (англ. Dominica Freedom Party) — консервативная политическая партия в Доминике, правящая партия с 1980 по 1995 год.

## История
Доминикская партия свободы (ДПС) была основана в 1968 году; среди основателей были ветеран профсоюзного движения Эммануэль Кристофер Лоблэк и журналист Эдвард Скоби. В 1972—1995 годах партию возглавляла леди Юджиния Чарльз. Она стала премьер-министром в 1980 году и проработала до выхода на пенсию в 1995 году. После её отставки с поста лидера партии и поражения ДПС на выборах 1995 года Объединённой рабочей партии лидером ДПС стал Брайан Аллейн.
В 1996 году лидером ДПС стал юрист Чарльз Саварин. Он руководил партией в период её продолжающегося упадка после выборов 2000 года. Несмотря на это, партия по-прежнему имела определённое влияние благодаря соглашению с правительством Доминикской лейбористской партии. Даже после потери всех мест и получения лейбористами достаточного количества мест, чтобы сформировать правительство самостоятельно, лидер и премьер-министр лейбористов Рузвельт Скеррит назначил Саварина сенатором и дал ему ключевой пост министра иностранных дел. Многие члены Партии свободы критиковали Саварина за его постоянную поддержку их давних противников.
Во время выборов 2000 года, партия получила лишь два из 21 мест представителей с 13,6 % голосов. Впоследствии партия присоединилась к коалиционному правительству с Лейбористской партией, поскольку у лейбористов не было достаточно мест, чтобы сформировать правительство самостоятельно. На выборах 2005 года партия набрала 3,15 % голосов и потеряла все свои места в Палате собрания впервые с 1975 года.
В 2007 году новым политическим лидером был избран бизнесмен Майкл Астафан.

## Международные отношения
Партия свободы Доминики является членом Карибского демократического союза и входит в Международный демократический союз.

## Участие в парламентских выборах
| Год  | Лидер партии   | Голосов | %      | Мест     | +/- | Положение | Правительство                              |
| ---- | -------------- | ------- | ------ | -------- | --- | --------- | ------------------------------------------ |
| 1970 | Юджиния Чарльз | 7 578   | 38,3 % | 2 из 11  | ▲ 2 | ▲ 2       | Оппозиция                                  |
| 1975 | Юджиния Чарльз | 6 920   | 32,4 % | 3 из 21  | ▲ 1 | ▬ 2       | Оппозиция                                  |
| 1980 | Юджиния Чарльз | 15 706  | 51,3 % | 17 из 21 | ▲14 | ▲ 1       | Правительство конституционного большинства |
| 1985 | Юджиния Чарльз | 18 865  | 56,7 % | 15 из 21 | ▼ 2 | ▬ 1       | Правительство конституционного большинства |
| 1990 | Юджиния Чарльз | 16 529  | 49,4 % | 11 из 21 | ▼ 4 | ▬ 1       | Правительство                              |
| 1995 | Юджиния Чарльз | 13 317  | 35,8 % | 5 из 21  | ▼ 6 | ▼ 2       | Оппозиция                                  |
| 2000 | Чарльз Саварин | 4 858   | 13,6 % | 2 из 21  | ▼ 3 | ▼ 3       | Коалиционное правительство ДПС-ДЛП         |
| 2005 | Чарльз Саварин | 1 194   | 3,15 % | 0 из 21  | ▼ 2 | ▬ 3       | Вне парламента                             |
| 2009 | Майкл Астафан  | 866     | 2,39 % | 0 из 21  | ▬   | ▬ 3rd     | Вне парламента                             |